# سخيبن (مقاطعة فومن)
سخيبن (بالفارسية: سخیبن) هي قرية تقع في غيلان في إيران. يقدر عدد سكانها بـ 135 نسمة بحسب إحصاء 2016.